# Anella Olímpica

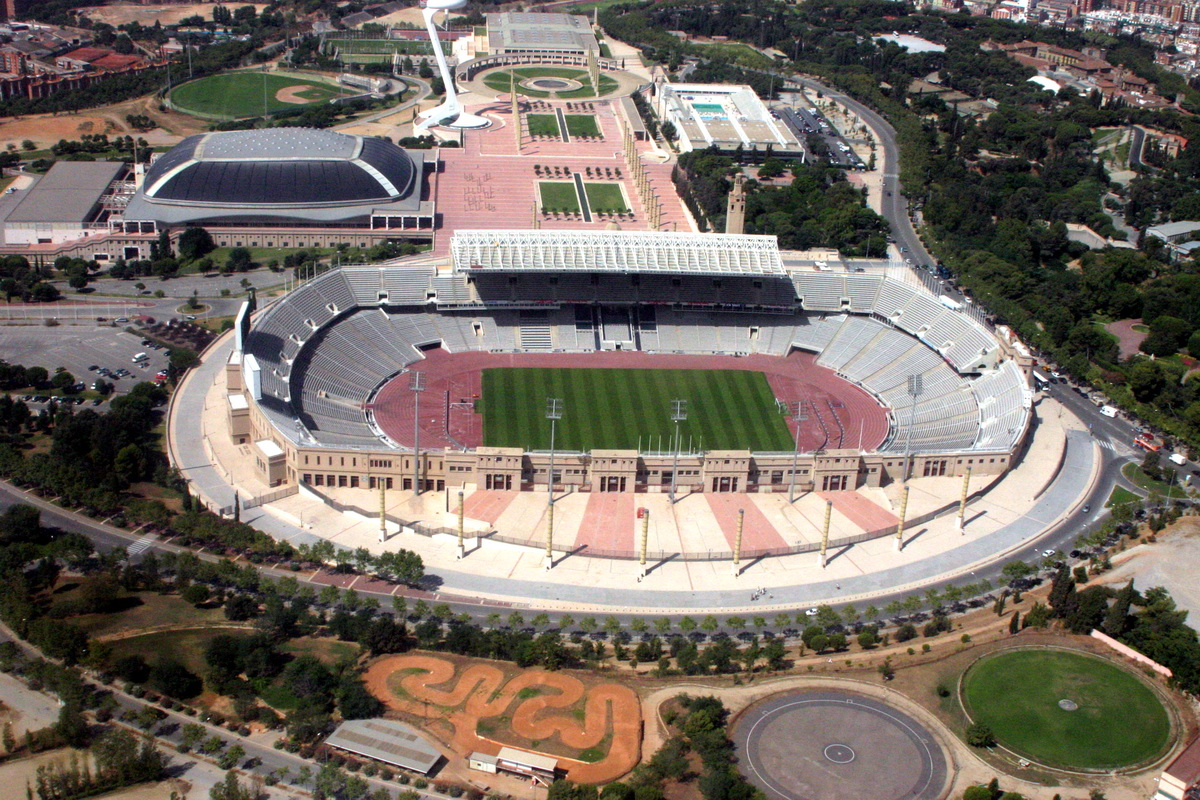
Vista dall'alto dellAnella Olímpica

L'Anella Olímpica ("Anello Olimpico") è un parco olimpico situato sul colle Montjuïc di Barcellona ed è stato la sede principale delle Olimpiadi 1992. Gli impianti principali sono lo Stadio Olimpico (Estadi Olímpic Lluís Companys, il Palau Sant Jordi, la torre delle telecommunicazioni disegnata da Santiago Calatrava, l'Institut National d'Educació Física de Catalunya e le piscine Picornell. Anche il Museo olimpico Juan Antonio Samaranch si trova nel parco.
Il viale principale del parco olimpico è situato non lontano dal Castell de Montjuïc. Il complesso degli edifici comprende il campo da baseball principale di fronte alle piscine. Le zone circostanti sono stati coperte di erba e la vista del vicino cimitero di Montjuïc fu oscurata con pannelli di plastica verde: quest'ultima soluzione generò malcontento.
Il progetto originale ruotava intorno alla piazza principale (Plaça d'Europa) e allo stadio ed aveva uno stile razionale e minimalista, con lo stile della torre delle comunicazioni che si richiamava a quello dei lampioni del parco e alla scultura posta vicino al Palau Sant Jordi, ma all'ultimo minuto l'architetto Calatrava fu incaricato di ridisegnare la torre, dopo aver perso la gara per un altro progetto in città, e questa assunse una forma più futuristica.
Nel 1990 un'area posta immediatamente a sud del parco olimpico, vicino al Palau Sant Jordi e allo Stadio olimpico, ha ospitato la Race of Champions su un tracciato da rally appositamente allestito per l'occasione.